# Ugyops facialis
Ugyops facialis är en insektsart som först beskrevs av William Lucas Distant 1917.  Ugyops facialis ingår i släktet Ugyops och familjen sporrstritar. Inga underarter finns listade i Catalogue of Life.